# Monumento dell'Umschlagplatz

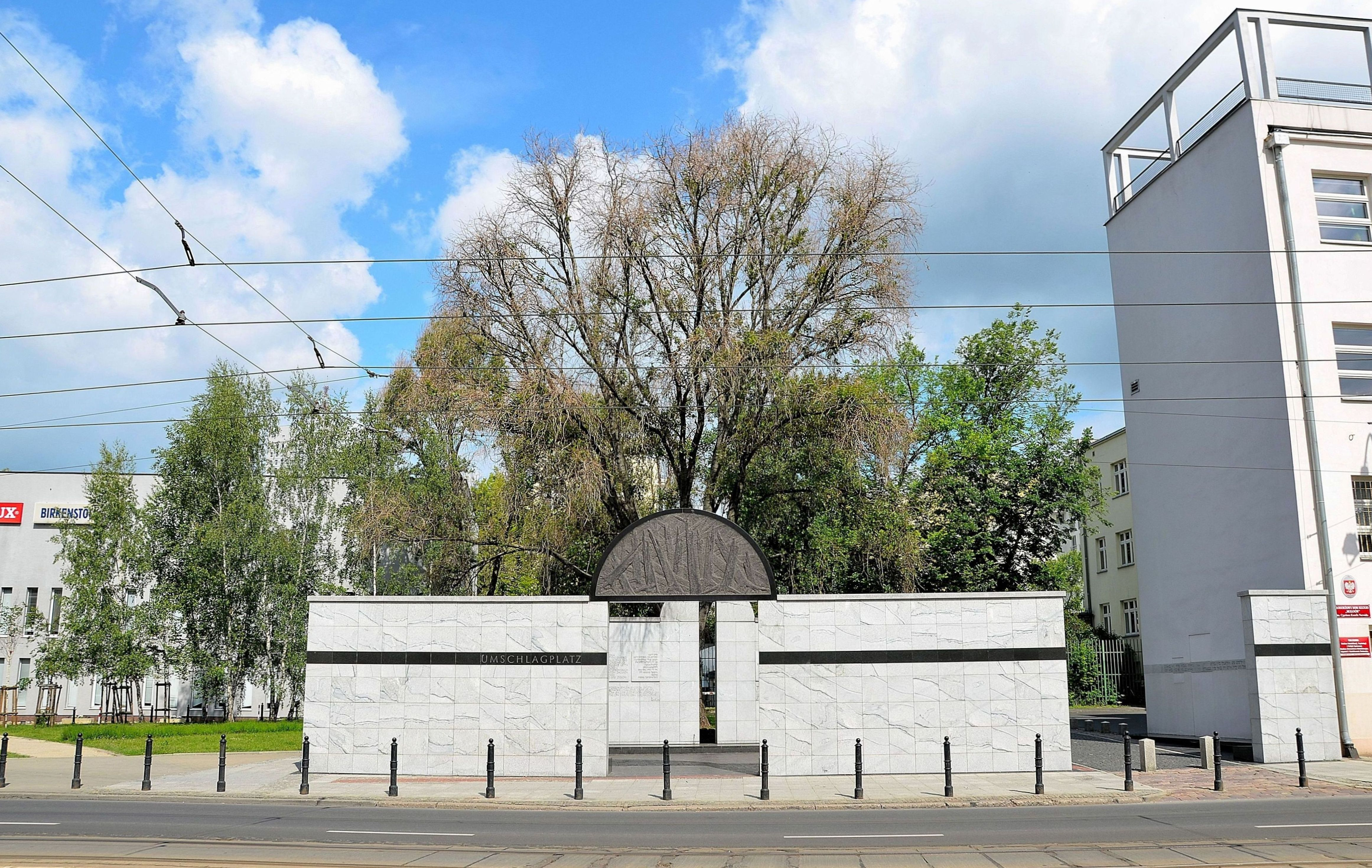
Umschlagplatz

Il monumento dell'Umschlagplatz, noto anche come muro-memoriale dell'Umschlagplatz, (Mur–Pomnik Umschlagplatz in polacco) è situato a Varsavia in via Stawki, nel luogo della vecchia piazza che venne usata come luogo di assembramento per gli ebrei destinati al campo di sterminio di Treblinka e ai campi del distretto di Lublino. Negli anni 1942-1943 i tedeschi deportarono dal ghetto di Varsavia oltre 300.000 ebrei.

## Descrizione

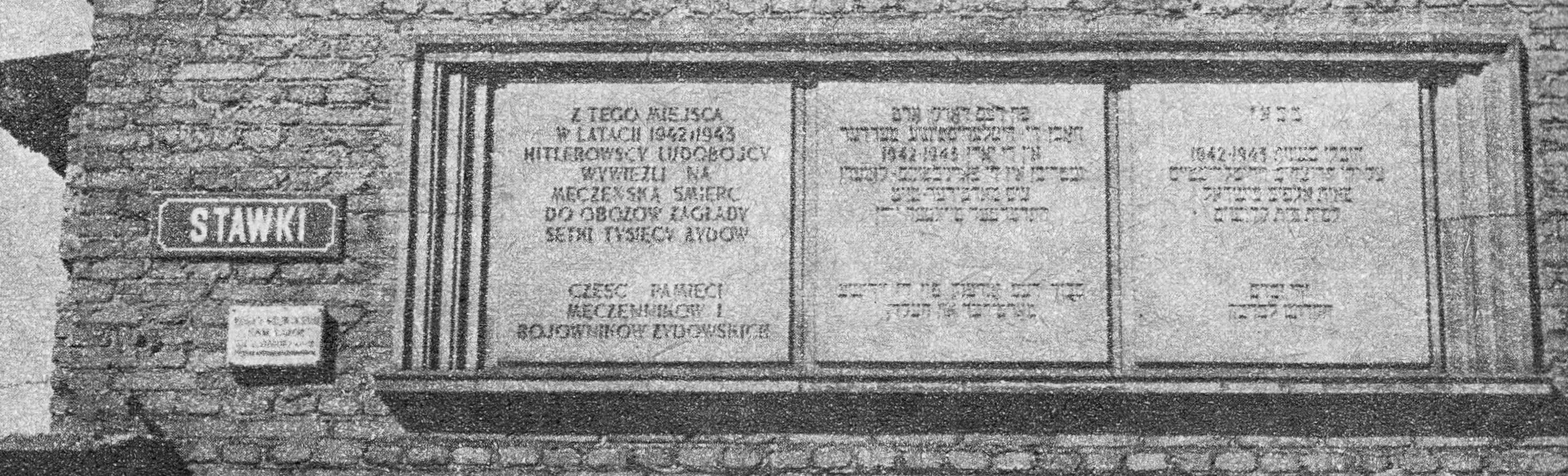
La prima commemorazione postbellica di Umschlagplatz.

Il monumento fu inaugurato il 18 aprile 1988, in occasione del 45º anniversario dello scoppio della rivolta del ghetto e fu creato sulla base del progetto sviluppato da Hanna Szmalenberg e Władysław Klamerus. La scultura ha una forma rettangolare con pareti di marmo bianco, che creano un muro lungo quattro metri. Sulla parete frontale si trova una striscia nera. Questi colori si riferiscono all’abbigliamento rituale ebraico. Il muro forma un perimetro di 20 × 6 metri che simboleggia un vagone ferroviario aperto. Su una delle pareti interne del monumento, in ordine alfabetico, vi sono incisi 400 nomi sia polacchi che ebrei. Le incisioni simboleggiano la convivenza secolare tra le due comunità e il sincretismo tra le due culture e religioni. Nella parte centrale del muro sono state poste quattro lapidi di pietra con iscrizioni in polacco, yiddish, inglese ed ebraico:

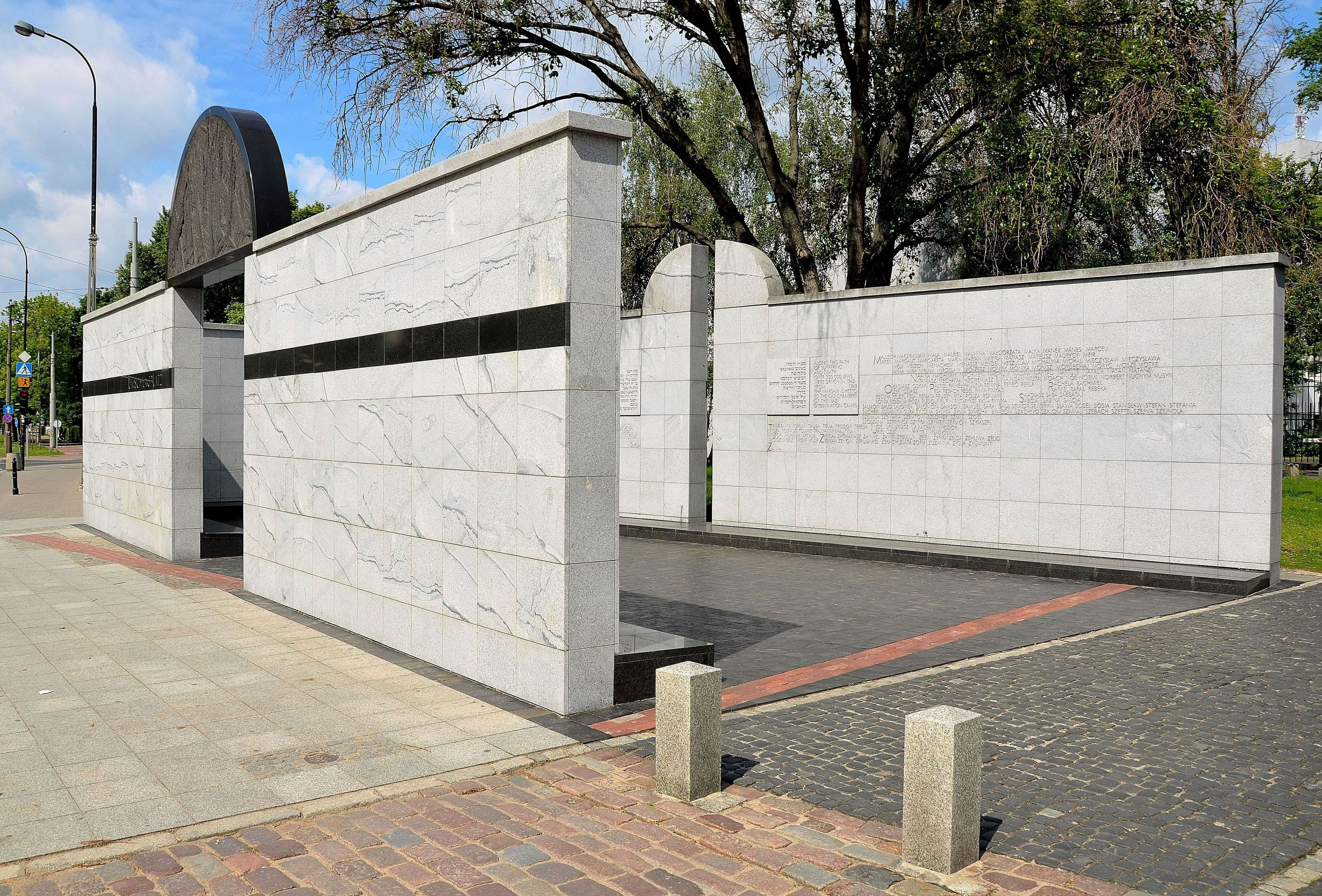
Il frammento della piazza Umschlagplatz, adesso circondato dalle tre pareti del monumento; in primo piano il sentiero di sofferenza e morte.

"Tra gli anni 1942-1943 su questo sentiero di sofferenza e morte, più di 300.000 ebrei furono deportati dal ghetto di Varsavia ai campi di sterminio nazisti."
Sopra il cancello che conduce allo spazio commemorativo è posta una placca nera dalla forma di una matzeva semicircolare, scolpita in un blocco di sienite donato dal governo svedese. Il bassorilievo posto su di esso raffigura una foresta distrutta, simbolo di distruzione della nazione, che si riferisce all’arte funeraria ebraica (dove un albero spezzato significa morte prematura e violenta). Sull'asse del cancello principale si trova una seconda porta - uno stretto spazio verticale sormontato da una pietra tombale tagliata, attraverso la quale è visibile un albero (simbolo di speranza), fatto crescere dietro il monumento dopo la guerra. 
simbolo di speranza. L'impostazione assiale delle due porte simboleggia la transizione dalla morte alla speranza di vita.

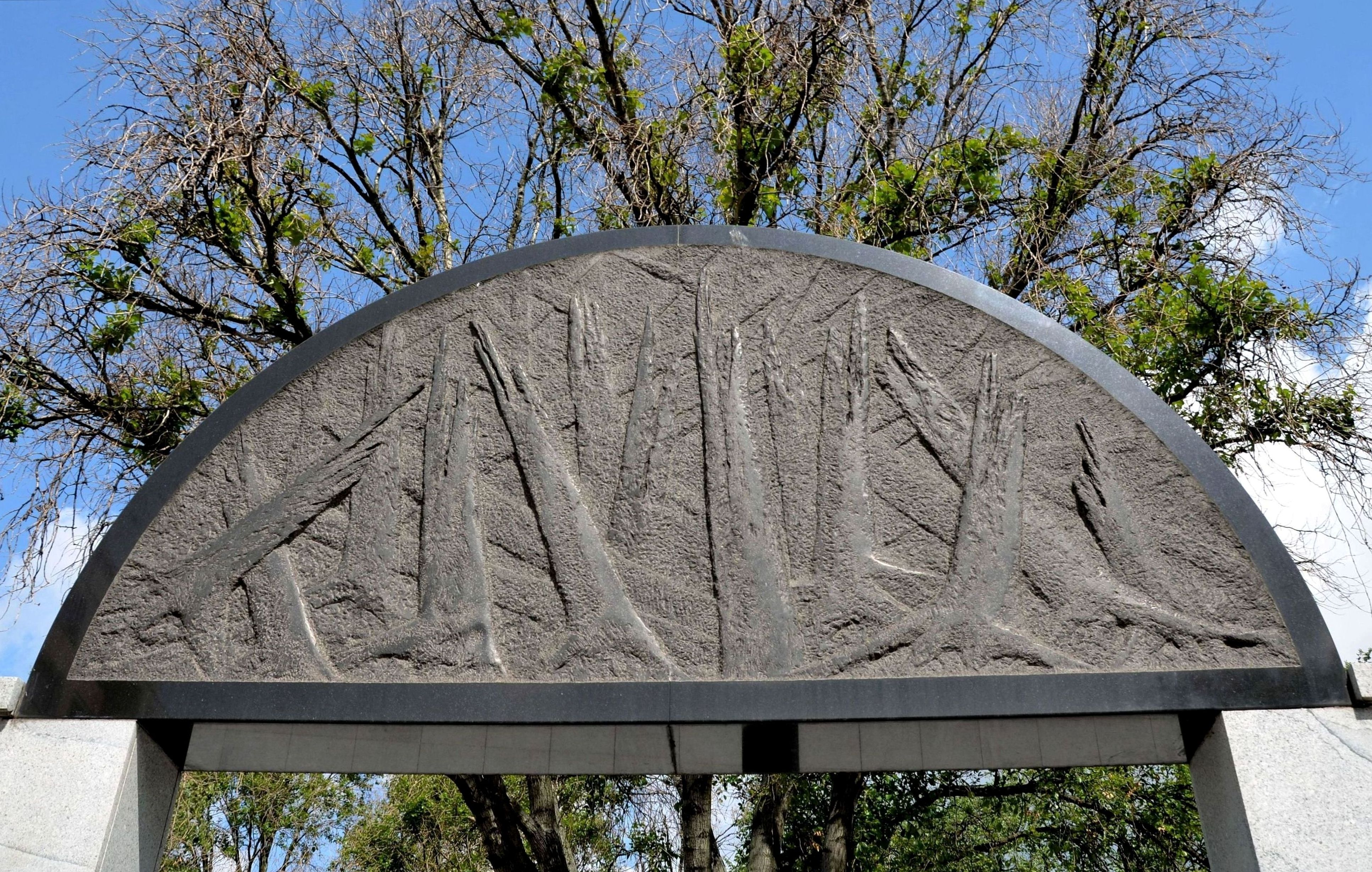
Il blocco di sienite con un simbolo della foresta devastata, situato sopra l'ingresso tra le pareti del monumento.

Sulla parete laterale dell'edificio adiacente alla commemorazione (prima della guerra l’edificio n. 8, attualmente n. 10) è stata stampata una citazione dal Libro di Giobbe in polacco, yiddish ed ebraico: “O terra, non coprire il mio sangue, e non abbia sosta il mio grido!” (Giobbe 16,18). Le iscrizioni si trovano qui insieme ai contorni di due finestre e una porta. Dal lato di ul. Stawki, tra la parte principale del monumento e il muro della scuola, scorre il sentiero di sofferenza e morte, cioè la strada attraverso cui gli ebrei furono condotti dai nazisti alla rampa ferroviaria che consentì la loro deportazione a Treblinka. Nel luogo della commemorazione la strada è stata pavimentata con basalto nero.
Sul retro del monumento sono incisi i contenuti della lapide che ricorda la costruzione e i nomi dei suoi creatori e fondatori.
Il monumento è la parte finale del Percorso del ricordo del martirio e della lotta degli Ebrei (noto anche come: La Via della Memoria; in polacco: Trakt Pamięci Męczeństwa i Walki Żydów; inaugurato lo stesso giorno), che inizia all'incrocio tra ul. Anielewicza e ul. Zamenhofa, attraversando le strade di Zamenhof, Dubois e Stawki.
Inoltre, è qui dove il 11 giugno 1999 Giovanni Paolo II pregò per la nazione ebraica durante la sua settima visita apostolica in Polonia.

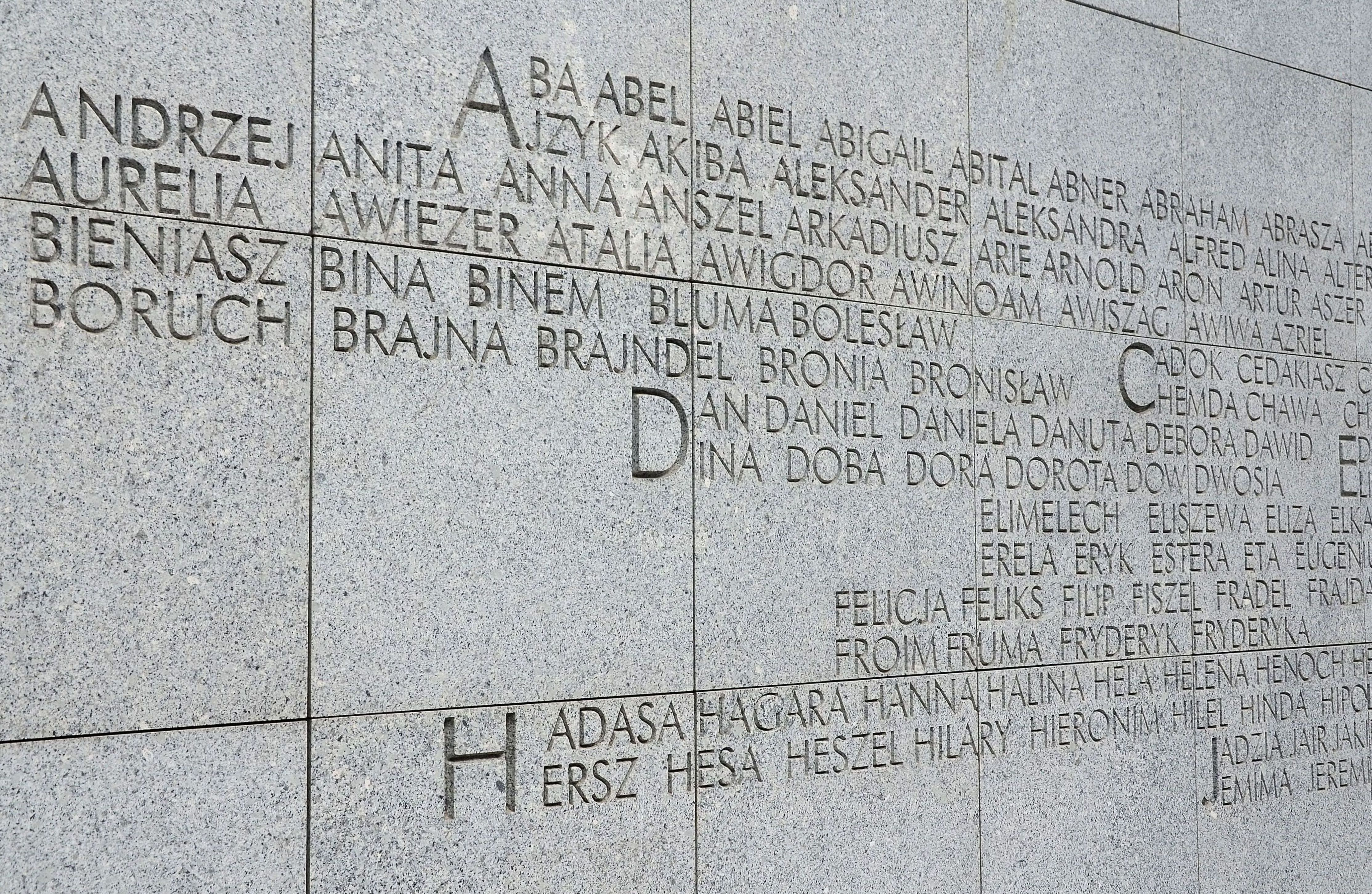
I nomi incisi sulla parete del monumento.

Nel 2002 il monumento commemorativo, un frammento del Umschlagplatz e gli edifici adiacenti (prima della guerra appartenenti all'indirizzo ul. Stawki 4/6 e 8, attualmente 10) furono inseriti nel registro dei monumenti.
Negli anni 2007-2008 è stata effettuata una ristrutturazione generale del monumento, a causa delle pessime condizioni in cui si trovava vista la scarsa qualità dei materiali utilizzati per la sua costruzione. Le lastre di marmo bianco sono state sostituite con un rivestimento in granito grigio, più resistente alle condizioni atmosferiche, proveniente da Zimnik in Bassa Slesia. In base al progetto di Hanna Szmalenberg e Teresa Murak, sullo spazio attorno al monumento è stato posto un sentiero di ghiaia argillosa, mentre dal lato dell'incrocio delle strade Stawki e Dzika, nelle profondità della piazza, è stata piantata una fascia ondata di issopi di color blu (colore della bandiera d' Israele). 

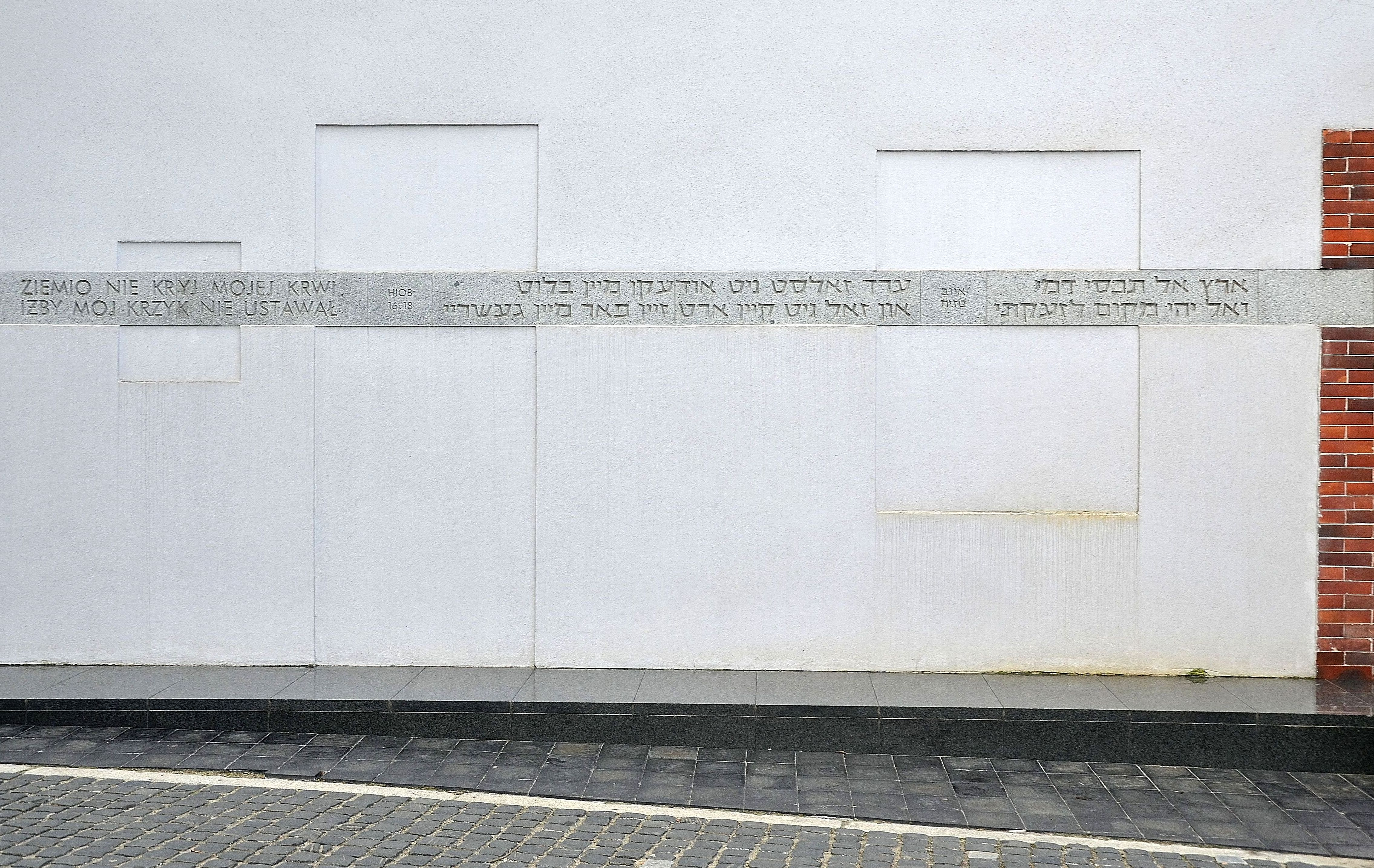
La citazione proveniente dal Libro di Giobbe insieme ai contorni di due finestre e una porta.

Da qui ha inizio la Marcia della Memoria per commemorare le vittime delle deportazioni dal ghetto di Varsavia nel 1942, cerimonia organizzata dal 2012 dall'Istituto Storico Ebraico e che si svolge il 22 luglio.

## La prima commemorazione dell'Umschlagplatz
Il monumento attuale viene a sostituire la prima commemorazione postbellica di questo luogo, in cui nel 1948 una lapide fu posta sulla parete laterale di uno degli edifici dell'Umschlagplatz. Su questa lapide in arenaria si trovò una scritta in polacco, ebraico e yiddish, dal testo seguente:
"Da questo posto nel 1942 e nel 1943, i genocidi nazisti deportarono centinaia di migliaia di ebrei nei campi di sterminio per il martirio. In onore alla memoria dei martiri e combattenti ebrei."

## Dintorni

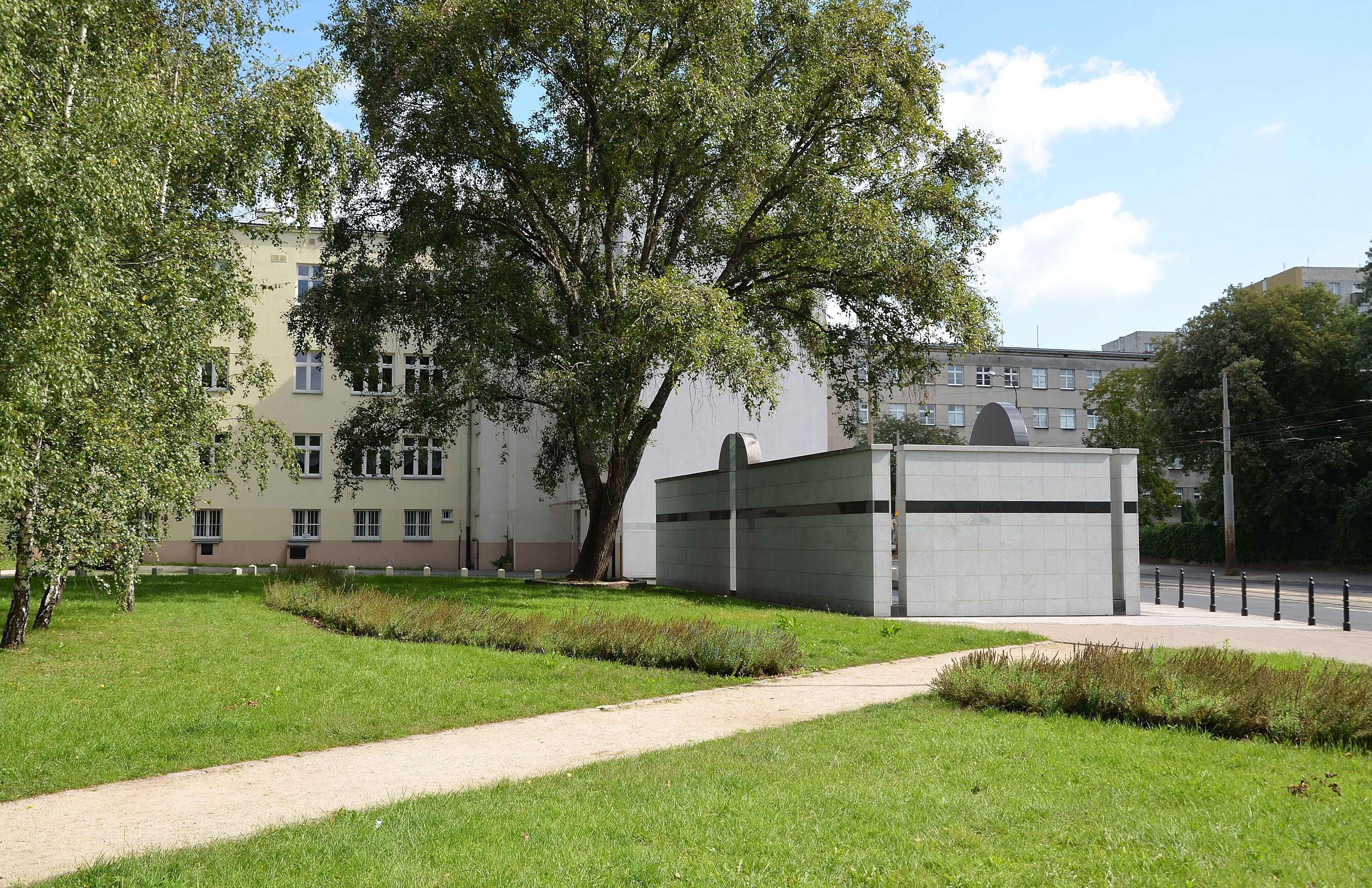
La vista del posto commemorativo dal lato di via Dzika.

- La Via della Memoria oppure Il Percorso del ricordo del martirio e della lotta degli Ebrei – blocchi di granito che commemorano la creazione del ghetto a Varsavia nel 1940 (ul. Stawki, l'angolo di ul. Dzika).
- L'edificio della Facoltà di Psicologia dell'Università di Varsavia (prima della guerra n. 21, attualmente n. 5/7) - in questo edificio nel 1942-1943 era di stanza un'unità SS che supervisionava l'Umschlagplatz.
- Sul retro della scuola Zespół Szkół Licealnych i Ekonomicznych nr 1 (in italiano: complesso di scuole secondarie ed economiche n. 1 a Varsavia) si è salvato un pezzo del muro che formava il confine del Umschlagplatz[11][12]. Nel 2014 il muro è stato smontato e ricostruito dopo il rinnovo dei mattoni[13][14].